# Ленде, Робер
Жан-Бати́ст-Робе́р Ленде́ (фр. Jean-Baptiste Robert Lindet; родился 2 мая 1746 года, Берне, департамент Эр, Франция — умер 16 февраля 1825 года, Париж, Франция) — французский революционер и политический деятель.

## Биография
Робер Ленде родился в семье коммерсантов; его отец промышлял торговлей деревом. Юрист по профессии, Ленде-младший был адвокатом, позднее стал королевским прокурором.
В начале Революции (1790 год) Ленде был избран мэром (по другим источникам, прокурором-синдиком) своего родного города Берне. От конституционно-монархических настроений эволюционировал к республиканско-демократическим. В 1791 году победил на выборах в Законодательное собрание, где поначалу близкий к жирондистам Ленде примкнул к монтаньярам.
В 1792 году он выбран в национальный Конвент от департамента Эр. Вошёл в состав созданной декретом Конвента от 6 декабря 1792 года «Комиссии двадцати одного», целью которой было составление обвинительного акта по делу Людовика XVI. От имени Комиссии 10 декабря 1792 года Ленде представил Конвенту проект данного акта — Доклад о преступлениях Луи Капета (Rapport sur les crimes imputés à Louis Capet). Позднее голосовал за смерть короля без отсрочки и апелляции к народу.
По поручению Конвента подготовил законопроект, касающийся создания Революционного трибунала (10 марта 1793 года).
Часто посылался с миссиями в департаменты: в июне в Лион (послан декретом от 3 июня 1793 года, отозван декретом от 17 июня того же года); в июле (декретом от 9 июля 1793) в Эр и Кальвадос, где без экстремизма, умеренными мерами, чаще всего переговорами и увещеваниями, пресекал попытки жирондистов разжечь «федералистский мятеж»; затем вплоть до октября 1793 года — в Нормандию. Вернулся в Париж 5 ноября 1793 года.
Ещё 6 апреля 1793 года имя Жана-Батиста-Робера было внесено в состав первого Комитета общественного спасения (так называемого комитета Дантона) для замещения больного Жана-Антуана Дебри. 5 июня 1793 года Ленде был заменён Жанбоном Сент-Андре, но 22 июня вновь включён в состав Комитета (таким образом, Робер Ленде от начала и до конца был одним из двенадцати членов «великого» Комитета, фактически управляющего революционной Францией в период с июля 1793 по июль 1794 гг. и ответственного за политику революционного террора, проводимую в это время). 
Впрочем, Ленде практически не запятнал себя участием в терроре. В Комитете он ведал финансами и, преимущественно, продовольственными вопросами: возглавлял Национальную комиссию продовольствия численностью более 500 человек, провёл масштабную работу по организации распределения продовольствия в стране, обеспечивал снабжение армии и флота, боролся с голодом в Париже, отвечал за реализацию закона, ограничивающего максимум цен. Жан-Батист-Робер был единственным (наряду с Филиппом Рюлем) членом Комитета, не подписавшим приказ от 30 марта 1794 года об аресте Дантона и его сторонников. Считается, что тогда же Ленде произнёс свою знаменитую фразу: «Я здесь, чтобы помогать гражданам, а не чтобы убивать патриотов».
В период с 20 апреля по 4 мая 1794 года Ленде занимал пост председателя Конвента. При этом, он не играл никакой роли в контрреволюционном перевороте 9 термидора и вышел из Комитета общественного спасения 6 октября 1794 года, успев поучаствовать в мероприятиях по отмене «максимума» (установленных революционными властями максимальных ценах на продовольствие и предметы первой необходимости) и введению свободной торговли.
Термидорианцы продолжали подозревать его в симпатиях к якобинцам-монтаньярам. Он защищал Жака-Николя Бийо-Варенна, Бертрана Барера и Жана-Мари Колло д’Эрбуа от выдвинутых им 22 марта 1795 года обвинений. После прериальского восстания, 21 мая 1795 года он был арестован и сам нуждался в защите, предоставленной его братом Тома. Был освобождён только спустя два месяца — в конце июля, а осуждения избежал благодаря амнистии от 26 октября. Директория собиралась отправить его своим шпионом в Базель, но Ленде отказался.
Его подозревали в участии в «заговоре равных» Бабёфа как участника связанного с тем нелегального якобинского комитета, так что одно время он даже был вынужден скрываться. Был привлечён к суду по соответствующему делу, но был оправдан. Ленде вошёл в Совет пятисот, но не допущен туда как «неблагонадёжный». 
Назначенный в конце эпохи Директории министром финансов 18 июня 1799 года, Ленде оставляет политическую деятельность после государственного переворота 18 брюмера, который он осудил, а затем возобновляет адвокатскую деятельность.
Осуждённый к ссылке в 1816 году как «цареубийца» (так при Реставрации называли всех депутатов Конвента, голосовавших за смерть короля), он, тем не менее, оставался в Париже до своей смерти.